# النساء في بدايات إسكتلندا الحديثة

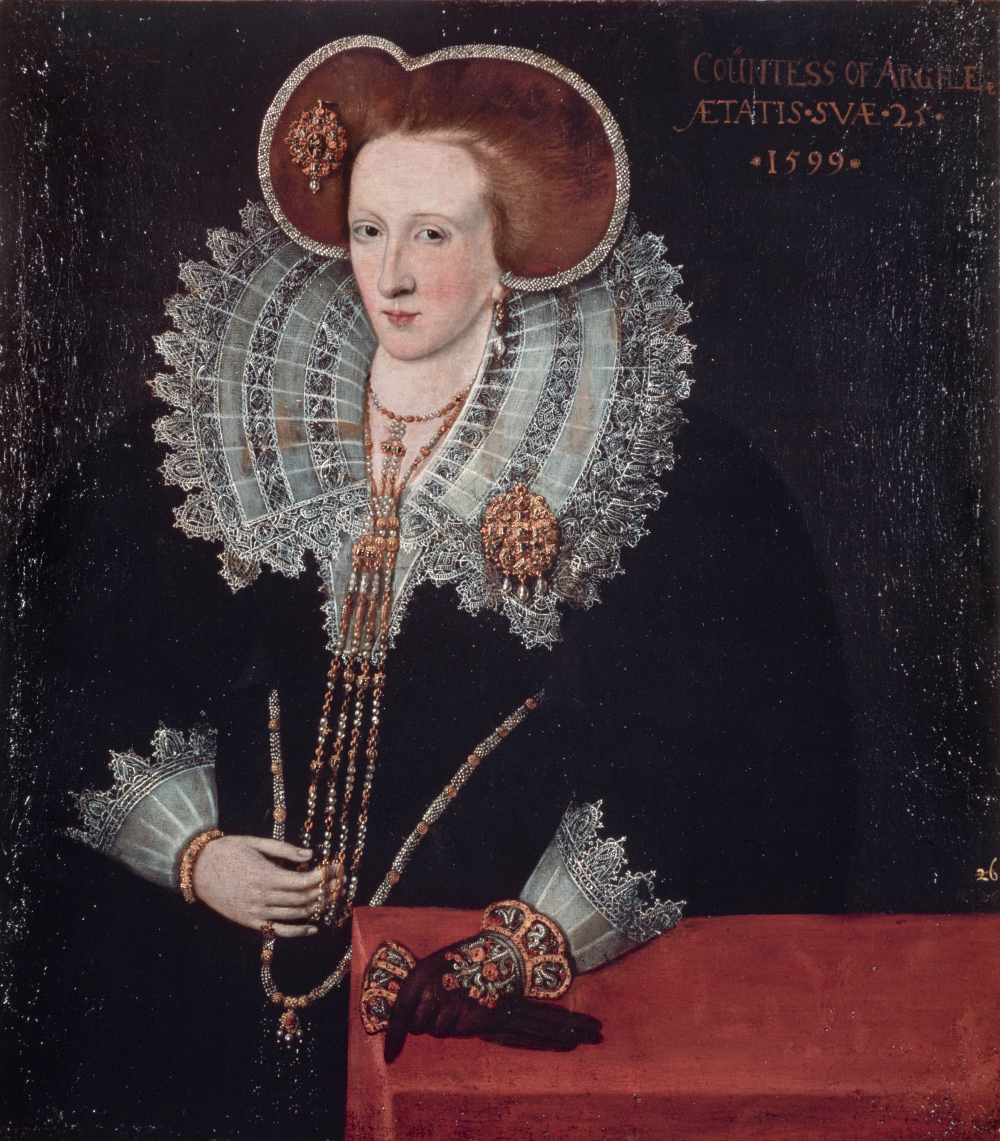
أغنيس دوغلاس, زوجة الكونت أرغيll (1574–1607), تعزى إلى أدريان فانسون

كانت النساء في أوائل اسكتلندا الحديثة، بين عصر النهضة في أوائل القرن السادس عشر وبدايات التصنيع في منتصف القرن الثامن عشر، جزءاً من نظام أبوي، على الرغم من أن تطبيق هذا النظام الاجتماعي لم يكن في جميع الجوانب مطلقاً. احتفظت النساء بألقاب أسرهم بعد الزواج ولم ينتسبن إلى عائلات أزواجهن. أما في الطبقات الاجتماعية الأعلى، فلقد كانت الزيجات غالباً سياسية في طبيعتها وموضوع المفاوضات المعقدة التي تكون فيها المرأة وسيطة زواج أو الأمهات يمكن أن يلعبن دوراً رئيسياً. وكانت النساء جزءا كبيراً من القوة العاملة، مع العديد من النساء غير المتزوجات يعملن كخادمات في المزرعة والنساء المتزوجات يلعبن دوراً في جميع المهام الزراعية الكبيرة، ولاسيما خلال موسم الحصاد. يمكن العثور على الأرامل في المدارس وتخمير البيرة والتجارة، ولكن الكثير في قاع المجتمع عاش حياة هامشية.
كانت فرص النساء محدودة في الحصول على التعليم النظامي واستفاد الفتيان أكثر من الفتيات من التوسع في نظام مدرسة دينية. كانت تدرس بعض النساء القراءة والمهام المنزلية، ولكن في كثير من الأحيان لا يتعلمن الكتابة. في الأسر النبيلة تلقى البعض التعليم الخاص وظهرت بعض الشخصيات الأدبية النسائية من القرن السابع عشر. قد يكون الدين ذو أهمية خاصة باعتباره وسيلة للتعبير عن النساء ومن القرن السابع عشر لقد كانت للنساء المزيد من الفرص في المشاركات الدينية في التحركات خارج الكنيسة المقامة. وكان للمرأة حقوق قانونية قليلة جدا في بداية الفترة، وكانوا غير قادرين على العمل كشهود أو مسؤولين قانونياً عن أفعالهم. من منتصف القرن السادس عشر كانت الجرائم في تزايد، مع سماح القوانين بمحاكمتهم بتهمة قتل الأطفال وكساحرات. وكانت خمسة وسبعين في المائة وما يقدر ب 6000 فرد تمت مقاضاتهم بتهمة الشعوذة ومن بينهم 1563 و1736 من النساء وربما أُعدم 1500 منهم. ونتيجة لذلك، شهد بعض المؤرخين هذه الفترة المتميزة والقلق المتزايد من النساء ومحاولات السيطرة عليهم وتقييدهم. 

## المكانة

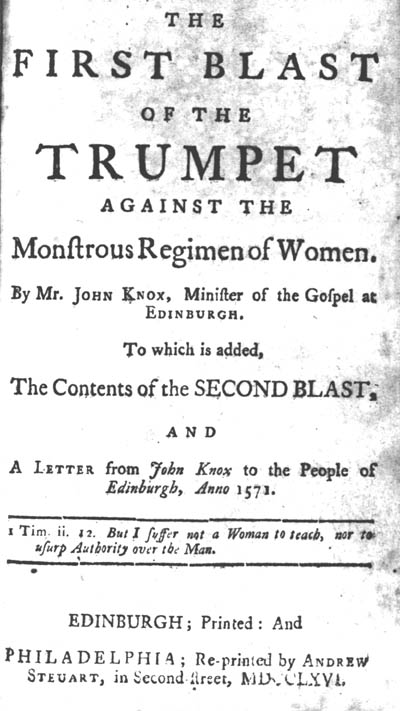
عنوان الصفحة جون كنوكس's من الإنفجار الأول للطبعة 1766 مع التدقيق الإملائي الحديث

وكانت أوائل اسكتلندا الحديثة نظام أبوي، الذي كان للرجال فيه السلطة الكاملة على النساء. من 1560 أكدت خدمة إصلاح بروتستانتي هذا بالقول إن «الزوجة هي خاضعة وتحت إدارة زوجها، طالما أنهن على قيد الحياة». كما كان شائعا في أوروبا الغربية، وأكد المجتمع الإسكتلندي واجبات الابنة لأبيها، وواجبات الزوجة لزوجها وفضائل العفة والطاعة. ونظرا لمعدلات الوفيات العالية جدا، يمكن أن ترث النساء مسؤوليات مهمة من آبائهن ومن أزواجهن كالأرامل. أشارات الأدلة من المدن إلى أن واحده من كل خمس أسر ترأسها نساء، وفي كثير من الأحيان مواصلين لمصلحة الأعمال القائمة. وفي المجتمعات النبيلة، أنشأ الترمل نساء قويات وغنيات جداً، بما في ذلك كاثرين كامبل، التي أصبحت أغنى أرملة في المملكة بعد وفاة زوجها، إيرل التاسع من كروفورد والذي توفي في 1558 والأرملة مرتين مارغريت كير، السيدة الأرملة، وُصفت في عام 1635 بأنه «لديها قدرة التعبير عن عدم الرضا الاقتراني [إقطاعية] التي لاتمتلكه أي سيدة في إسلكتندا».
في السياسة كانت نظرية النظام الأبوي معقدة المقاطعات التي كتبها مارجريت تيودور وماري جويس وقبل مجيء ملكة النهج السائد ماري ملكة اسكتلندا في 1561. المخاوف بشأن هذا التهديد لسلطة الذكر وُضحت بقيادة جون نوكس في انفجار البوق الأول ضد فوج وحشية المرأة (1558)، الذي يدعو إلى خلع جميع الملكات الحاكمات. وأخذت معظم الأمة السياسية وجهة نظر واقعية للوضع، وقبول ماري كملكة، ولكن السلالات التي خلقت هذه المفارقة قد تكون لعبت دورا في الصعوبات الاحقة في الحكم. بالضبط كيف يعمل النظام الأبوي في الممارسة العملية فمن الصعب فهمها. كانت النساء الاسكتلنديات في هذه الفترة لديهن شيء من السمعة بين المراقبين الأجانب لكونهن أفراد صريحين، مع السفير الأسباني في محكمة جيمس الرابع مشيرا إلى أنهم كانوا «عاشقات لمنازلهن ولأزواجهن».

## العائلة والزواج
خلافا لما حدث في إنجلترا، حيث كانت القرابة في الغالب متماثلة (مستمدة من كلى الذكور والإناث)، في اسكتلندا كان الذكور مهيمون في صلة القرابة، مع أعضاء مجموعة يتشاركون (خياليا أحيانا) سلف مشترك. احتفظت النساء بألقابهن الأصلية عند الزواج، مما يرمز لأنهن لم ينضممن إلى أسر أزواجهن، وكان يقصد بالزواج خلق الصداقة بين الجماعات ذوي القربى، وبدلا من السندات الجديدة للقرابة. يمكن للمرأة أن تتزوج من سن 12 (في حين كان للذكور من 14)، وبينما كثير من الفتيات من النخبة الاجتماعية تزوجن في سن المراهقة، معظمهم في السهول لا يتزوجن حتى يخدمن دورة حياة، في العشرينات من العمر، والتي من خلالها استحقوا الثورة، والمكانة والمهارات التي من شأنها أن تسمح لهن بإنشاء أسرة. يتبع الزواج عادة الصيام، وفترة الخطوبة، والتي في المناطق الجبلية قد كانت فعالة كفترة زواج تجريبية، التي يتم قبول النشاط الجنسي فيها على أنه شرعي. نساء المناطق الجبلية، واستنادا على ارتفاع معدل المواليد في المناطق الجبلية، قد يتزوجن أسرع من نظرائهن في الأراضي المنخفضة. 

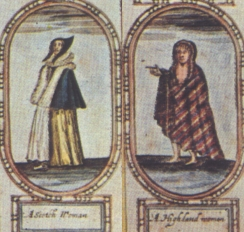
تفاصيل من جون سبيد خريطة لاسكتلندا في النسخة المنشورة في فترة خلو العرش، والتي تبين نساء الأراضي المنخفضة والمرتفعة

 كانت الزيجات ولا سيما في الطبقات الاعلى في المجتمع، غالبا ما تكون ذات طابع سياسي ومفاوضات معقدة على (المهر). وأخذت بعض الأمهات دورا قياديا في مفاوضات الزواج، كما فعلت السيدة جلينورتشي لأطفالها في 1560 و1570، أو الزيجات، وإيجاد الشركاء المناسبين وموافقة كلى الطرفين للاخر. قبل الإصلاح، كانت حانات الزواج واسعة النطاق لذوي القربى تعني أن معظم الزيجات النبيلة استدعت الإعفاء البابوي، والذي يمكن أن يستخدم لاحقا كسبب من أسباب البطلان إذا ثبت أن الزواج كان سياسيا أو شخصيا غير مريح، على الرغم من عدم وجود طلاقات على هذا النحو. والسماح بالانفصال عن السرير والمجلس في ظروف استثنائية، عادة الزنا. تحت إصلاحات الكنيسة، سمح الطلاق بسبب الزنا، أو الفرار من الخدمة. وكانت اسكتلندا واحدة من أوائل الدول التي تسمح بالهجر كسبب قانوني للطلاق، وعلى عكس انكلترا، كانت حالات الطلاق بعيدة نسبيا في أسفل السلم الاجتماعي. 

## العمل
تصرفت المرأة باعتبارها جزءا هاما من القوة العاملة. وبالإضافة إلى المهام المنزلية التي تقوم بها زوجاتهم والخادمات، عملت العديد من النساء غير المتزوجات بعيدا عن أسرهن كخادمات في المزرعة والنساء المتزوجات عملن مع أزواجهن حول المزرعة، مشاركات في جميع المهام الزراعية الرئيسية. وكان لهن دور معين كجزازات في موسم الحصاد، مشكلين أكثر من فريق جني من بالدوين. لعبت المرأة أيضا جزءا هاما في توسع صناعة النسيج، والغزل ولحمة المراكب للرجال لشق طريقهم. في المناطق الجبلية قد تكون أكثر أهمية في ظل وجود ما يدل على أن كثيرا من الرجال يعتبرون العمل الزراعي اقل من مكانتهم وفي الأماكن التي شكلها غالبية القوى العاملة الريفية. ثمة أدوار كانت حكرا على المرأة وحدها، بما في ذلك الدايات والمرضعات. وهناك أدلة لنساء غير متزوجات انخرطن في النشاط الاقتصادي المستقل، وخاصة الأرامل والذي يمكن العثور عليهن في المدارس وتخمير البيرة والتجارة. وكانت بعضهن ناجحات للغاية، مثل جانيت فلوكهارت، وهي أدنبرة أو المرابي، التي قد تُركت أرملة مع سبعة أطفال بعد انتحار زوجها الثّالث، والتي تولت شؤونها التجارية بنجاح حتى أنها جمعت عقارات بقيمة 22,000 يورو لها قبل موتها في أواخر القرن السادس عشر. وفِي أسفل السلم الاجتماعي لفات الإغاثة الفقيرة تشير إلى أن أعدادا كبيرة من الأرامل مع أطفالهن تحملن حياة هامشية، وضعيفة خاصة في أوقات الشدة الاقتصادية. اما «النساء بدون سلطة»، اللواتي ليس لديهن آباء أو أزواج مسؤولون عنهم قد يستطيعون تكوين مايقدر ب 18 في المائة من جميع الأسر خاصة السلطات القلقة التي أعطت تعليمات لاخذ إشعار خاص بهم. 

## التعليم والكتابة

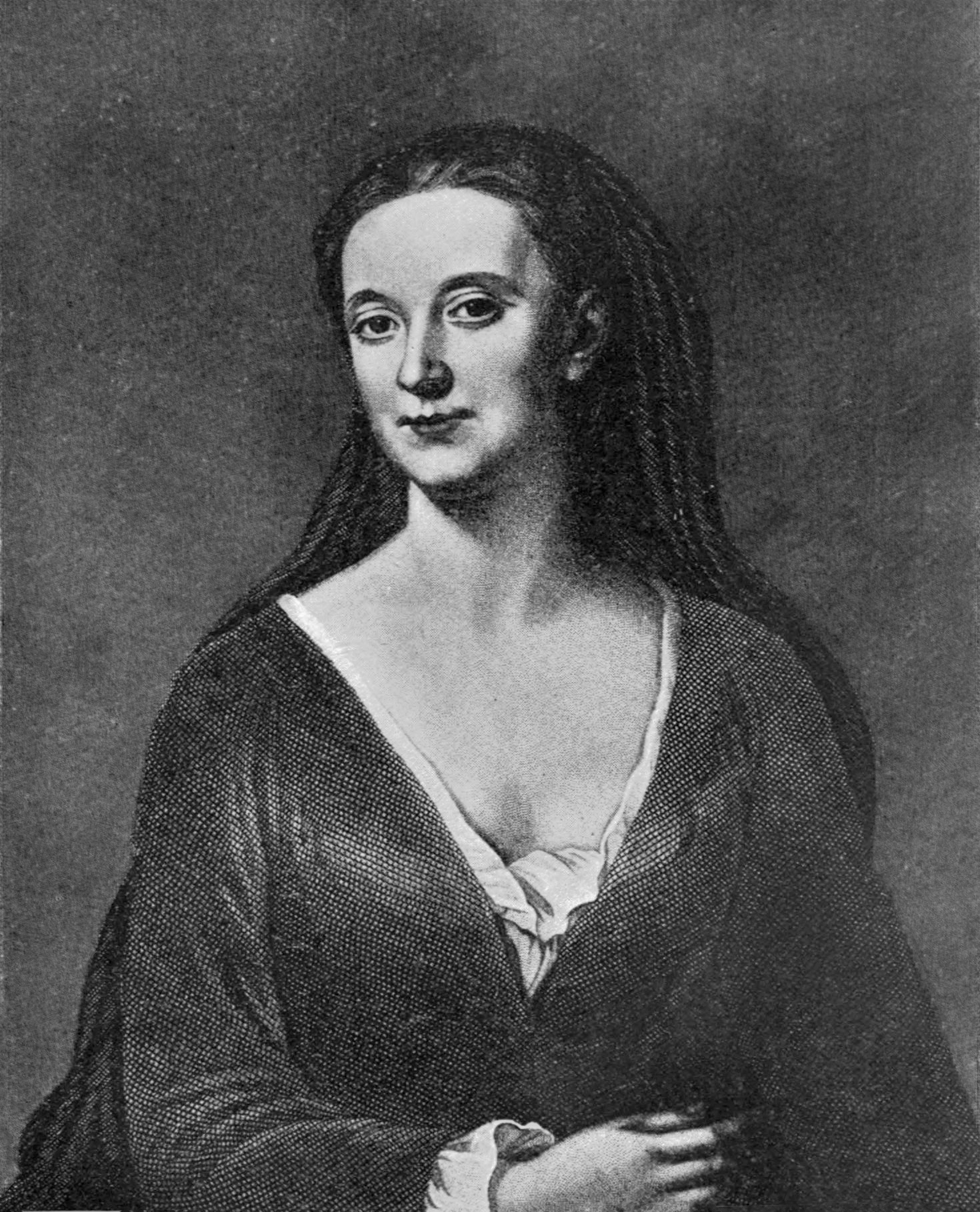
نقش ستودارت للسيدة جريسل بيلي (1645–1746), وفقاً لرسمة ماريا فلريست

وبحلول نهاية القرن الخامس عشر، كان في أدنبرة مدارس للفتيات، توصف أحيانا بأنها «مدرسة الخياطة»، وربما تدرس من قبل النساء أو الراهبات. وكان هناك أيضا تطوير في التعليم الخاص في أسر اللوردات والبرجوازيين الاثرياء، والتي قد تمتد إلى النساء. من منتصف القرن السابع عشر كانت هناك مدارس داخلية للفتيات، لا سيما في أدنبرة ولندن. وكانت هذه في كثير من الأحيان مؤسسات أسرية الحجم والتي ترأسها نساء. في البداية كانت تهدف إلى الفتيات من الأسر النبيلة، ولكن بحلول القرن الثامن عشر كانت هناك شكاوى من أن فتيات التجار والحرفيين كانوا يتبعون رؤساءهم الاجتماعيين إلى هذه المؤسسات. وبحلول القرن الثامن عشر كان يتم تدريس العديد من الفتيات الأكثر فقرا في مدارس السيدات، والتي انشات من قبل ارملة أو عانس لتعليم القراءة والخياطة والطبخ.
الاعتقاد السائد في القدرة الفكرية والأخلاقية المحدودة للمرأة، تنافس مع الرغبة، وتكثف بعد الإصلاح، وعلى المرأة أن تتحمل المسؤولية الأخلاقية الشخصية، وخاصة كزوجات وأمهات. في البروتستانتية هذا استلزم القدرة على تعلم وفهم تعاليم الكنيسة وان تكون قادرة على قراءة الكتاب المقدس بمفردها، ولكن معظم المعلقين، حتى اولائك الذين يميلون إلى تشجيع تعليم الفتيات، يعتقدون أنه لا ينبغي أن تحصلن على نفس التعليم الأكاديمي للفتيان. في الطبقات الدنيا من المجتمع، استفادوا من التوسع في نظام المدارس الرعية التي جرت بعد الإصلاح، ولكن عادة ما كانت أقل عددا من مدارس الفتيان، وغالبا ما تدرس على حدة، لفترة أقصر وإلى مستوى أقل. وكثيرا ما كانت الفتيات يتعلمن القراءة والخياطة والحياكة، ولكن ليس الكتابة. وكانت معدلات الأمية بين الإناث على أساس التوقيعات بين الخادمات نحو 90 في المائة، من أواخر القرن السابع عشر إلى أوائل القرن الثامن عشر، وربما 85 في المائة للنساء من جميع الطبقات بحلول 1750، مقارنة مع 35 في المائة للرجال.
كان هناك العديد من النساء المتعلمات والمثقفات بين النبلاء، منهن الملكة ماري وهي المثال الأكثر وضوحا. في أوائل القرن الثامن عشر كان من المتوقع أن يشمل تعليمهن محو الأمية الأساسية والكتابة والحساب، والآلات الموسيقية (بما في ذلك العود، الكمان وآلة لوحة المفاتيح)،  والتطريز، وفن الطبخ والتدبير المنزلي، مع التشديد على التهذيب والصلاح الديني. منذ القرن السابع عشر كان هناك بعض أبرز الكاتبات الأرستقراطيات. كانت أول كتاب كتبته امرأة ونشر في اسكتلندا اليزابيث ملفيل وحلم ان قودلي في 1603. متبوعا بشخصيات رئيسية كالسيدة إليزابيث اردلو (1627-1727) والسيدة قريزل بيلي (1645-1746). وكانت هناك 50 سيرة ذاتية موجودة من أواخر القرن السابع عشر إلى أوائل القرن الثامن عشر، منها 16 كانت مكتوبة من قبل النساء، كلها ذات محتوى ديني.

## الديانة
يقول مؤرخ كاثرين غلوفر أن المرأة لديها وسائل أقل بالنسبة إلى مشاركة الجمهور من الرجال وأن هذا نتيجة ان التقوى والحياة الدينية النشطة ربما كانت أكثر أهمية بالنسبة للنساء من النخبة الاجتماعية. الذهاب للكنيسة لعب دورا هاما في حياة كثير من النساء. واستبعدت النساء إلى حد كبير من إدارة الكنيسة، ولكن عندما صوت أرباب الأسر على تعيين وزير جديد سمح لبعض الرعايا النساء في هذا الموقف بالمشاركة.
شهدت ثورات القرن السابع عشر مشاركة النساء بشكل مستقل في الدين الراديكالي. وكانت أبرز الأمثلة هي النساء اللواتي ألقين بكراسيهن على العميد الذي كان يقرأ كتاب الخدمة «الإنجليزي» الجديد في كاتدرائية سانت جايلز في عام 1637، مما عجل الحروب الأسقفية (1639-1640)، بين مشيخية المعاهدين والملك، الذي فضل بنية أسقفية في الكنيسة، مماثلة لتلك التي في انكلترا. وقيل في وقت لاحق أنه تم بقيادة أدنبرة امرأة جيني جيديس. وفقا لهيوستن، ربما كان للنساء حرية تعبير أكبر وسيطرة على مصيرهن الروحي في مجموعات خارج الكنيسة مثل جمعية الأصدقاء الدينية، الذي كان لها وجود في البلاد منذ منتصف القرن السابع عشر. ويمكن الطعن في مبدأ السلطة للذكور عندما اختارت النساء زعماء دينيين مختلفين عن أزواجهن وآبائهن. بين الكامورنيين، الذي انفصلوا عن الكنيسة عندما أعيد إنشاء الأسقفية في الترميم في 1660، وتشير العديد من التقارير أنه يمكن للنساء إلقاء الخطابات الدينية والعزل، ولكن لا يمكنهن التعميد. ومن المعروف ان بعض النساء أعدموا بسبب دورهم في الحركة.

## الجريمة والقانون

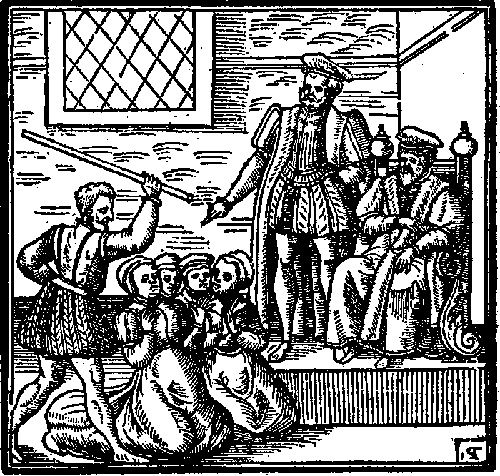
تصوير للسحرة، يتعرضون للتعذيب ربما قبل جيمس السادس

في بداية هذه الفترة، كان للمرأة مكانة قانونية محدودة جدا. وكان للمرأة المتزوجة القليل من الحقوق الملكية ولا يمكن أن تفعل شيئا بدون إذن زوجها، على الرغم من توقع الفقهاء أن يكون هذا المعطى. كان للرجال حرية التصرف في تأديب النساء تحت سلطتهم وعلى الرغم من أن عدد قليل من الحالات تتحول إلى المحاكم، وجلسة الكنيسة لم تتدخل لحماية النساء من العنف الأسري، كان عادة عندما يبدأ العنف بالإخلال بالنظام العام. ورفضت المحاكم الجنائية الاعتراف بالنساء كشهود، أو كمجرمين مستقلين، ومسؤولين عن أفعالهم وكان من المفترض أن يكذبن مع ازواجئهن وآبائهن واقاربهن. ونتيجة لذلك، فإن المرأة المتزوجة لا يمكنها بيع ممتلكاتها، أو رفع دعوى في المحكمة أو إبرام عقود دون إذن زوجها.
في فترة ما بعد الإصلاح كان هناك تجريم للنساء. وكانت النِّسَاء منضبطات في جلسات الكنيسة والمحاكم المدنية لارتكابهن الجرائم النمطية بما في ذلك التوبيخ والدعارة، والتي ينظر إليها على أنها منحرفة، وليست اجرامية. خلال عام 1640 كانت هناك لجان مستقلة أنشئت لمحاكمة النساء لقتل الأطفال، وبعد ضغط من الكنيسة، وضع قانون1690 افتراض الذنب على المرأة التي تخفي الحمل والولادة والتي يتوفى طفلها في وقت لاحق. في أعقاب تسوية الإصلاح الأولية، أقر البرلمان قانون السحر 1563، مماثل لذلك الذي في إنجلترا قبل عام واحد، والذي جعل ممارسة السحر نفسه والتشاور مع السحرة من جرائم العاصمة. وبين رحيل الفعل وإلغائه في 1736، حوكم ما يقدر بنحو 6000 شخص بتهمة السحر في اسكتلندا. معظم المتهمين، نحو 75 في المائة، من النساء، وأعدم أكثر من 1500، وكان ينظر إلى مطاردة الساحرات في اسكتلندا كوسيلة للسيطرة على النساء. مع اختلاف أسباب مطاردة الساحرات الإسكتلندي، وطبيعته أكثر شدة مما كان عليه في إنجلترا، قد قدمت من قبل المؤرخين. تزامنت العديد من فترات رئيسية من النيابة العامة مع فترات الأزمات الاقتصادية الشديدة وبعض الاتهامات قد جاءت بعد انسحاب الجمعيات الخيرية من الشخصيات الهامشية، ولا سيما النساء العازبات الاتي يشكلن العديد من المتهمين. تغيير المواقف تجاه المرأة، وخاصة في الكنيسة الإصلاحية، والتي تنظر إلى المرأة كأكثر من تهديد اخلاقي، قد لوحظت أيضا. وقد أدى انتشار تفسيرات جزئية لمطاردة الساحرات بعض المؤرخين إلى تقديم مفهوم «الظروف المرتبطة بها»، وليس سببا هاما واحد. 

### الملاحظات
1. 1 2  J. E. A. Dawson, Scotland Re-Formed, 1488–1587 (Edinburgh: Edinburgh University Press, 2007), ISBN 0-7486-1455-9, pp. 62–3.
2. ↑  E. P. Dennison, "Women: 1 to 1700", in M. Lynch, ed., The Oxford Companion to Scottish History (Oxford: Oxford University Press, 2001), ISBN 0-19-211696-7, pp. 645–6.
3. 1 2  E. Ewen, "The early modern family" in T. M. Devine and J. Wormald, eds, The Oxford Handbook of Modern Scottish History (Oxford: Oxford University Press, 2012), ISBN 0-19-956369-1, p. 274.
4. ↑  M. Lynch, The Early Modern Town in Scotland (London: Taylor & Francis, 1987), ISBN 0-7099-1677-9, p. 208.
5. ↑  Dawson, Scotland Re-Formed, p. 22.
6. ↑  K. Brown, Noble Society in Scotland: Wealth, Family and Culture from Reformation to Revolution (Edinburgh: Edinburgh University Press, 2004), ISBN 0-7486-1299-8, p. 73.
7. ↑  Dawson, Scotland Re-Formed, p. 243.
8. ↑  name="Ewen2012p274"
9. ↑  J. Wormald, Court, Kirk, and Community: Scotland, 1470–1625 (Edinburgh: Edinburgh University Press, 1991), ISBN 0-7486-0276-3, pp. 29–35.
10. ↑  Ewen, "The early modern family", p. 271.
11. ↑  Ewen, "The early modern family", p. 272.
12. ↑  A. Lawrence, "Women in the British Isles in the sixteenth century", in R. Tittler and N. Jones, eds, A Companion to Tudor Britain (Oxford: Blackwell John Wiley & Sons, 2008), ISBN 1-4051-3740-1, p. 384.
13. 1 2  Ewen, "The early modern family", p. 273.
14. 1 2 3 4 5 6  R. Mitchison, Lordship to Patronage, Scotland 1603–1745 (Edinburgh: Edinburgh University Press, 1983), ISBN 0-7486-0233-X, pp. 86–8.
15. ↑  Ewen, "The early modern family", p. 277.
16. ↑  Dawson, Scotland Re-Formed, p. 322.
17. ↑  M. Lynch, "Preaching to the converted?: perspectives on the Scottish Reformation", in A. Alasdair A. MacDonald, M. Lynch and I. B. Cowan, The Renaissance in Scotland: Studies in Literature, Religion, History, and Culture Offered to John Durkhan (BRILL, 1994), ISBN 90-04-10097-0, p. 340.
18. 1 2  P. J. Bawcutt and J. H. Williams, A Companion to Medieval Scottish Poetry (Woodbridge: Brewer, 2006), ISBN 1-84384-096-0, pp. 29–30.
19. ↑  M. Lynch, Scotland: A New History (Random House, 2011), ISBN 1-4464-7563-8, pp. 104–7.
20. ↑  K. Glover, Elite Women and Polite Society in Eighteenth-Century Scotland (Boydell Press, 2011), ISBN 1-84383-681-5, p. 36.
21. ↑  B. Gatherer, "Scottish teachers", in T. G. K. Bryce and W. M. Humes, eds, Scottish Education: Post-Devolution (Edinburgh: Edinburgh University Press, 2nd edn., 2003), ISBN 0-7486-1625-X, p. 1022.
22. ↑  R. A. Houston, Scottish Literacy and the Scottish Identity: Illiteracy and Society in Scotland and Northern England, 1600–1800 (Cambridge: Cambridge University Press, 2002), ISBN 0-521-89088-8, pp. 63–8.
23. ↑  Brown, Noble Society in Scotland, p. 187.
24. 1 2  K. Glover, Elite Women and Polite Society in Eighteenth-Century Scotland (Boydell Press, 2011), ISBN 1-84383-681-5, p. 26.
25. ↑  D. Mackinnon, "'I now have a book of songs of her writing': Scottish families, orality, literacy and the transmission of musical culture c. 1500-c. 1800", in E. Ewan and J. Nugent, Finding the Family in Medieval and Early Modern Scotland (Aldershot: Ashgate Publishing, Ltd., 2008), ISBN 0-7546-6049-4, p. 45.
26. ↑  I. Mortimer, The Time Traveller's Guide to Elizabethan England (Random House, 2012), ISBN 1-84792-114-0, p. 70.
27. ↑  R. Crawford, Scotland's Books: a History of Scottish Literature (Oxford: Oxford University Press, 2009), ISBN 0-19-538623-X, pp. 224, 248 and 257.
28. ↑  D. G. Mullan, Women's Life Writing in Early Modern Scotland: Writing the Evangelical Self, C. 1670-c. 1730 (Aldershot: Ashgate, 2003),
ISBN 0-7546-0764-X, p. 1.
29. 1 2 3  K. Glover, Elite Women and Polite Society in Eighteenth-Century Scotland (Boydell Press, 2011), ISBN 1-84383-681-5, p. 135.
30. ↑  M. Bennett, The Civil Wars Experienced: Britain and Ireland, 1638–1661 (London: Routledge, 2005), ISBN 1-134-72454-3, p. 2.
31. ↑  R. A. Houston, "Women in the economy and society in Scotland" in R. A. Houston and I. D. Whyte, Scottish Society, 1500–1800 (Cambridge: Cambridge University Press, 2005), ISBN 0-521-89167-1, p. 137.
32. ↑  R. L. Greaves, Secrets of the Kingdom: British Radicals from the Popish Plot to the Revolution of 1688–1689 (Stanford University Press, 1992), ISBN 0-8047-2052-5, p. 75.
33. ↑  Ewen, "The early modern family", p. 275.
34. ↑  A.-M. Kilday, Women and Violent Crime in Enlightenment Scotland (London: Boydell & Brewer, 2007), ISBN 0-86193-287-0, p. 19.
35. 1 2  K. A. Edwards, "Witchcraft in Tudor and Stuart Scotland", in K. Cartwright, A Companion to Tudor Literature Blackwell Companions to Literature and Culture (Oxford: John Wiley & Sons, 2010), ISBN 1-4051-5477-2, p. 32.
36. ↑  S. J. Brown, "Religion and society to c. 1900", in T. M. Devine and J. Wormald, eds, The Oxford Handbook of Modern Scottish History (Oxford: Oxford University Press, 2012), ISBN 0-19-956369-1, p. 81.
37. ↑  J. Wormald, Court, Kirk, and Community, pp. 168–9.
38. ↑  L. Martin, "The Devil and the domestic: witchcraft, quarrels and women's work in Scotland", in J. Goodare, ed., The Scottish Witch-Hunt in Context (Manchester: Manchester University Press, 2002), ISBN 0-7190-6024-9, p. 75.
39. 1 2  R. Mitchison, Lordship to Patronage, Scotland 1603–1745 (Edinburgh: Edinburgh University Press, 1983), ISBN 0-7486-0233-X, pp. 88–9.

### الفهرس
- Bawcutt, P. J. and Williams, J. H., A Companion to Medieval Scottish Poetry (Woodbridge: Brewer, 2006), ISBN 1-84384-096-0.
- Bennett, M., The Civil Wars Experienced: Britain and Ireland, 1638–1661 (London: Routledge, 2005), ISBN 1-134-72454-3.
- Brown, K., Noble Society in Scotland: Wealth, Family and Culture from Reformation to Revolution (Edinburgh: Edinburgh University Press, 2004), ISBN 0-7486-1299-8.
- Brown, S. J., "Religion and society to c. 1900", in T. M. Devine and J. Wormald, eds, The Oxford Handbook of Modern Scottish History (Oxford: Oxford University Press, 2012), ISBN 0-19-956369-1.
- Crawford, R., Scotland's Books: a History of Scottish Literature (Oxford: Oxford University Press, 2009), ISBN 0-19-538623-X.
- Dawson, J. E. A., Scotland Re-Formed, 1488–1587 (Edinburgh: Edinburgh University Press, 2007), ISBN 0-7486-1455-9.
- Dennison, E. P., "Women: 1 to 1700", in M. Lynch, ed., The Oxford Companion to Scottish History (Oxford: Oxford University Press, 2001), ISBN 0-19-211696-7.
- Edwards, K. A., "Witchcraft in Tudor and Stuart Scotland", in K. Cartwright, A Companion to Tudor Literature Blackwell Companions to Literature and Culture (Oxford: John Wiley & Sons, 2010), ISBN 1-4051-5477-2.
- Ewen, E., "The early modern family" in T. M. Devine and J. Wormald, eds, The Oxford Handbook of Modern Scottish History (Oxford: Oxford University Press, 2012), ISBN 0-19-956369-1.
- Gatherer, B., "Scottish teachers", in T. G. K. Bryce and W. M. Humes, eds, Scottish Education: Post-Devolution (Edinburgh: Edinburgh University Press, 2nd edn., 2003), ISBN 0-7486-1625-X.
- Glover, K., Elite Women and Polite Society in Eighteenth-Century Scotland (Boydell Press, 2011), ISBN 1-84383-681-5.
- Greaves, R. L., Secrets of the Kingdom: British Radicals from the Popish Plot to the Revolution of 1688–1689 (Stanford University Press, 1992), ISBN 0-8047-2052-5, p. 75.
- Houston, R. A., "Women in the economy and society in Scotland" in R. A. Houston and I. D. Whyte, ed., Scottish Society, 1500–1800 (Cambridge: Cambridge University Press, 2005), ISBN 0-521-89167-1.
- Houston, R. A., Scottish Literacy and the Scottish Identity: Illiteracy and Society in Scotland and Northern England, 1600–1800 (Cambridge: Cambridge University Press, 2002), ISBN 0-521-89088-8.
- Kilday, A.-M., Women and Violent Crime in Enlightenment Scotland (London: Boydell & Brewer, 2007), ISBN 0-86193-287-0.
- Lynch, M., "Preaching to the converted?: perspectives on the Scottish Reformation", in A. Alasdair A. MacDonald, M. Lynch and I. B. Cowan, The Renaissance in Scotland: Studies in Literature, Religion, History, and Culture Offered to John <g class="gr_ gr_54 gr-alert gr_spell gr_run_anim ContextualSpelling ins-del multiReplace" id="54" data-gr-id="54">Durkhan</g> (BRILL, 1994), ISBN 90-04-10097-0.
- Lynch, M., Scotland: A New History (Random House, 2011), ISBN 1-4464-7563-8.
- Lynch, M., The Early Modern Town in Scotland (London: Taylor & Francis, 1987), ISBN 0-7099-1677-9.
- Mackinnon, D., "'I now have a book of songs of her writing': Scottish families, orality, literacy and the transmission of musical culture c. 1500-c. 1800", in E. Ewan and J. Nugent, Finding the Family in Medieval and Early Modern Scotland (Aldershot: Ashgate Publishing, Ltd., 2008), ISBN 0-7546-6049-4.
- Martin, L., "The Devil and the domestic: witchcraft, quarrels and women's work in Scotland", in J. Goodare, ed., The Scottish Witch-Hunt in Context (Manchester: Manchester University Press, 2002), ISBN <g class="gr_ gr_57 gr-alert gr_gramm gr_run_anim Punctuation multiReplace" id="57" data-gr-id="57">0-7190-6024-9</g><g class="gr_ gr_57 gr-alert gr_gramm gr_disable_anim_appear Punctuation multiReplace" id="57" data-gr-id="57">.</g><g class="gr_ gr_57 gr-alert gr_gramm gr_disable_anim_appear Punctuation multiReplace" id="57" data-gr-id="57">.</g>
- Mitchison, R., Lordship to Patronage, Scotland 1603–1745 (Edinburgh: Edinburgh University Press, 1983), ISBN 0-7486-0233-X.
- Mortimer, I., The Time Traveller's Guide to Elizabethan England (Random House, 2012), ISBN 1-84792-114-0, p. 70.
- Mullan, D. G., Women's Life Writing in Early Modern Scotland: Writing the Evangelical Self, C. 1670-c. 1730 (Aldershot: Ashgate, 2003), ISBN 0-7546-0764-X.
- Wormald, J., Court, Kirk, and Community: Scotland, 1470–1625 (Edinburgh: Edinburgh University Press, 1991), ISBN 0-7486-0276-3.